# Huang Shan
Huang Shan (chiń. upr. 黄山; chiń. trad. 黃山; pinyin Huáng Shān; dosł. „Góry Żółte”) – pasmo górskie w południowej części prowincji Anhui we wschodnich Chinach. Zostały zbudowane z mas skalnych, wypiętrzonych z dna pradawnego morza w erze mezozoicznej, około 100 milionów lat temu, natomiast sama rzeźba gór jest wynikiem działalności lodowców w czwartorzędzie. Najbujniejsza roślinność występuje poniżej 1100 m n.p.m., a drzewa rosną do górnej granicy lasu na wysokości 1800 m n.p.m.
Obszar słynie z krajobrazów, wschodów słońca, granitowych szczytów o osobliwych kształtach, charakterystycznego gatunku sosny Pinus hwangshanensis, gorących wiosen, śnieżnych zim i zjawiska morza mgieł. Góry Huang Shan są częstym tematem w chińskim malarstwie i literaturze, a także nowoczesnej fotografii. Zostały wpisane na listę światowego dziedzictwa UNESCO i stanowią jedno z głównych miejsc turystycznych w Chinach. Rejon Huang Shan znany jest również z chińskiej herbaty wysokiej jakości, jak Huangshan Maofeng, czy Keemun.

## Przyroda
Pasmo Huang Shan ciągnie się na przestrzeni ok. 250 km, z południowego zachodu na północny wschód, od obszaru na północ od jeziora Poyang, aż do powiatu Guangde koło Xuancheng (na pograniczu prowincji Anhui i Jiangsu). Średnia wysokość pasma wynosi nieco ponad 1000 m n.p.m. Równolegle do głównego pasma, między Huang Shan a południowym brzegiem Jangcy leży niższe pasmo gór Jiuhua. Pasmo tworzy dział wód między zlewniami Jangcy i Xin’an Jiang.
W Huang Shan znajduje się 77 szczytów powyżej tysiąca metrów, dwa jeziora, trzy wodospady i 24 strumienie. Trzy najwyższe i najbardziej znane góry to: Lianhua Feng („Szczyt Lotosu”, 1864 m n.p.m.), Guangming Ding („Szczyt Światła”, 1840 m n.p.m.) i Tiandu Feng („Stolica Nieba”, 1829 m n.p.m.). Powierzchnia obszaru światowego dziedzictwa UNESCO wynosi 154 km², a jego otuliny – 142 km². Góry powstały w mezozoiku, około 100 milionów lat temu, kiedy na skutek wypiętrzenia się mas skalnych zniknęło pradawne morze. Później, w okresie czwartorzędu, krajobraz rzeźbiły lodowce.
Góry Huang Shan słyną ze wschodów słońca, sosen, „osobliwie wystających granitowych szczytów” i widoków na chmury, które dotykają zboczy przez ponad 200 dni w roku.

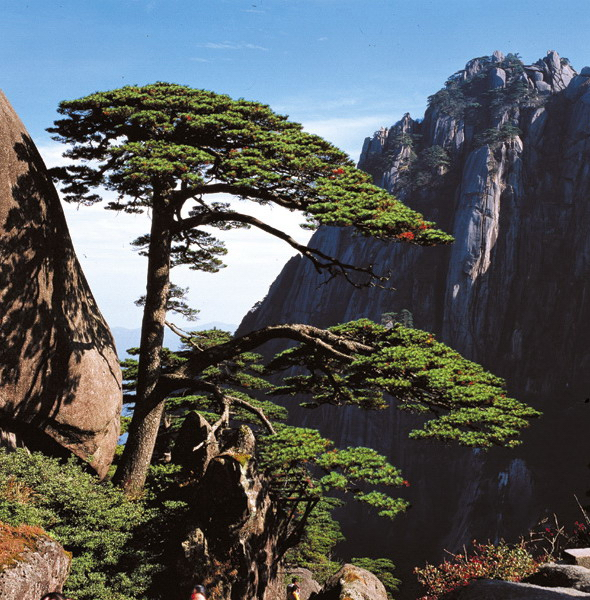
Słynna Ying Ke czyli „Sosna Witająca Gości”

Roślinność Huang Shan zmienia się wraz z wysokością. Obszar poniżej 1100 m n.p.m. pokrywa las wilgotny. Od 1100 m n.p.m. aż do granicy drzew na wysokości 1800 m n.p.m. rozciąga się las liściasty. Powyżej występuje piętro alpejskie o zróżnicowanej roślinności zielnej. Reprezentowana jest tutaj jedna trzecia rodzin mszaków i ponad połowa rodzin paprotników spotykanych w Chinach. Od gór Huang Shan pochodzi nazwa gatunku sosny Pinus hwangshanensis, postrzeganego jako przykład żywotności, gdyż bardzo dobrze się rozwija, wyrastając prosto ze skał. Wiele sosen rosnących na tym obszarze ma ponad 100 lat i posiada własne nazwy (przykładem może być Ying Ke czyli „Sosna Witająca Gości”, której wiek szacuje się, według różnych źródeł, na od 800 do ponad 1500 lat). Sosny różnią się znacznie pod względem kształtu i wielkości, a najbardziej zakrzywione uznaje się za najciekawsze. W górach tych występuje 240 gatunków mszaków, 100 gatunków paprotników i ok. 1450 gatunków innych roślin.
Wilgotny klimat obszaru sprzyja uprawie herbaty, stąd Huang Shan nazwano „jednymi z najważniejszych chińskich gór porośniętych herbatą”. Huangshan Maofeng to znana lokalna odmiana zielonej herbaty.
Z górskich wierzchołków można często podziwiać zalegającą poniżej powłokę chmur. Ze względu na jej podobieństwo do oceanu widoki te nazywa się ogólnie „morzem mgieł” (chiń. upr. 云海; pinyin yúnhǎi) lub „morzem Huangshan”. Wiele z nich znanych jest też pod bardziej szczegółowymi określeniami, takimi jak „Morze Północne” czy „Morze Południowe”. Jeden z pisarzy ocenił widok na chmury w Huang Shan w następujący sposób:

Zazwyczaj, aby móc napawać się wspaniałością szczytu, trzeba spojrzeć w górę. Tymczasem, aby napawać się Huang Shanem, trzeba spojrzeć w dół.

Charakterystyczne dla gór Huang Shan są także wyjątkowe efekty świetlne, na przykład wschody słońca, których obejrzenie uznaje się za „obowiązkowy” punkt pobytu w tym rejonie. Innym znanym zjawiskiem jest tzw. „światło Buddy” (chiń. upr. 佛光; pinyin fóguāng), pojawiające się średnio kilka razy w miesiącu. Ponadto w paśmie Huang Shan występują wielorakie gorące źródła. Większość z nich położona jest u podnóża szczytu „Fioletowa Chmura”. Woda, której temperatura wynosi przez cały rok 42 °C, charakteryzuje się wysokim stężeniem węglanów. Mówi się też, że pomaga w zapobieganiu chorobom skóry, stawów i nerwów.

## Historia

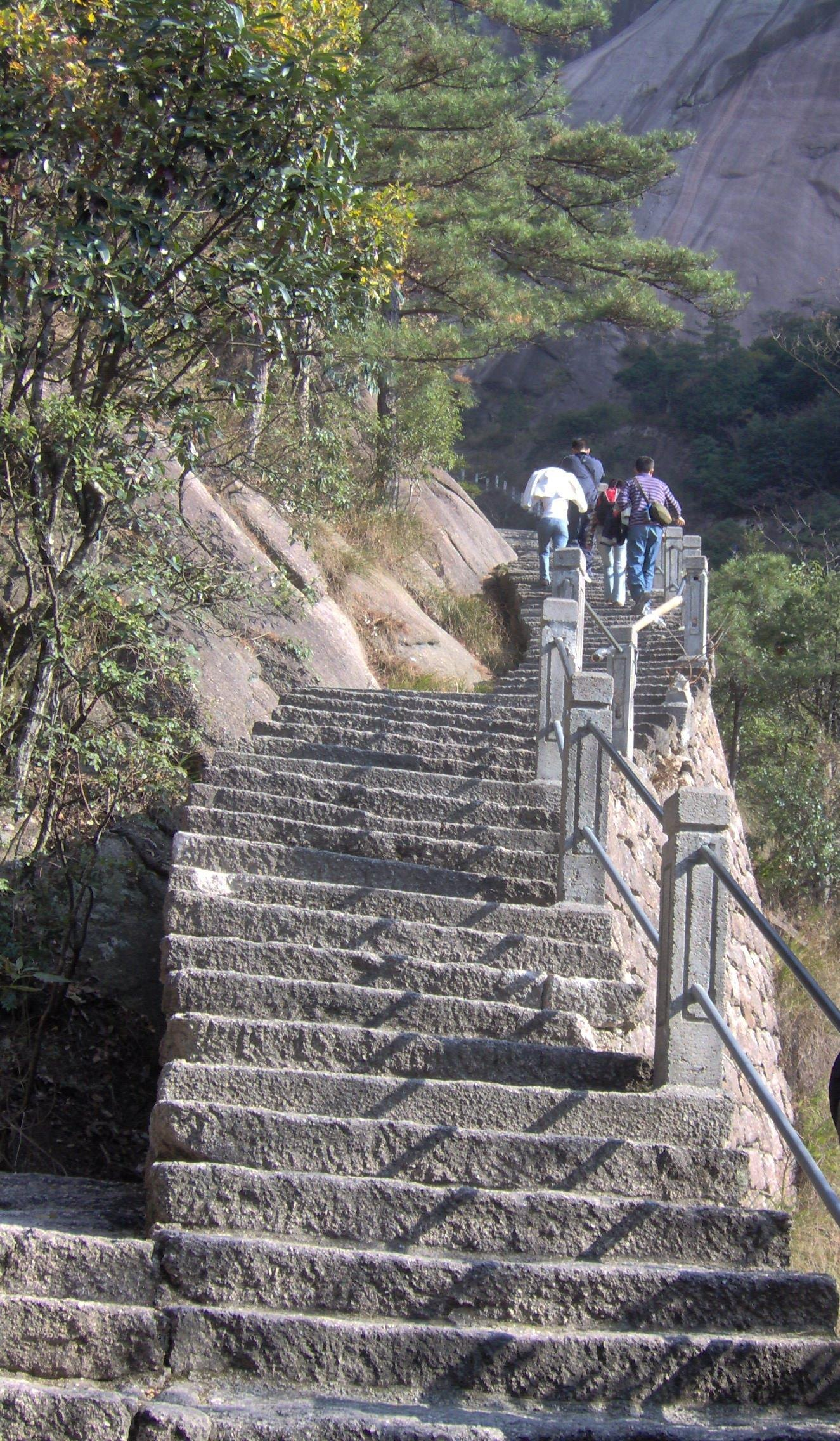
Schody w górach Huang Shan

Góry Huang Shan zostały sfałdowane około 100 milionów lat temu, a ich formacje skalne powstały w wyniku zlodowacenia plejstoceńskiego.
Za panowania dynastii Qin pasmo znane było jako Yi Shan („Góra Yi”). W 747 roku n.e. dekretem cesarskim zmieniono jego nazwę na Huang Shan („Góry Huang”, dosł. „Góry Żółte”). Powszechnie przyjmuje się, że nazwa ta powstała na cześć Huang Di („Żółtego Cesarza”), legendarnego cesarza Chin i mitycznego przodka Chińczyków Han. Legenda głosi, że góry Huang Shan były miejscem, z którego Żółty Cesarz wzniósł się do nieba. Według innego podania, „kształtował on w tych górach swój charakter, doskonalił pigułki nieśmiertelności i tym samym dał górom swoje imię”. Pierwsze użycie nazwy „Huang Shan” przypisuje się chińskiemu poecie Li Bai. W starożytności pasmo Huang Shan było raczej niedostępne i mało znane. Jednak zmiana nazwy w 747 roku stała się prawdopodobną przyczyną wzrostu zainteresowania tym rejonem. Od tego czasu góry są często odwiedzane, zbudowano tu wiele świątyń. Inną przyczyną mógł być fakt, że w tym okresie założył tam swoją świątynię mistrz chan, Zhiman (później przekształconą w klasztor Xiangfu).
Charakterystyczne dla pasma Huang Shan są kamienne schody wyżłobione w zboczach gór. Na całym obszarze może być ponad 60 000 stopni. Dokładna data rozpoczęcia pracy nad schodami jest nieznana, ale przyjmuje się, że mogą mieć ponad 1500 lat.
Na przestrzeni wieków nazwano cały szereg malowniczych miejsc i elementów środowiska Huang Shanu. Z wieloma nazwami wiążą się pewne historie. Na przykład jedna z legend mówi o mężczyźnie, który nie wierzył w opowieści o uroku Huang Shanu. Udał się więc w góry, aby zobaczyć je na własne oczy i niemal od razu przekonał się o ich pięknie. Jeden ze szczytów, które ponoć odwiedził, nazwano Shixin (始信), co oznacza mniej więcej „uwierzyć”.
W 1982 roku Rada Państwa Chińskiej Republiki Ludowej uznała Huang Shan za „miejsce o pięknych widokach i historycznym znaczeniu”. W 1990 roku góry wpisano na listę światowego dziedzictwa UNESCO za ich krajobrazy oraz za rolę, jaką odgrywają, będąc siedliskiem rzadkich i zagrożonych gatunków.
W 2002 roku Huang Shan nazwano „siostrzaną górą” szczytu Jungfrau w Alpach Szwajcarskich.

## Inspiracje artystyczne i naukowe

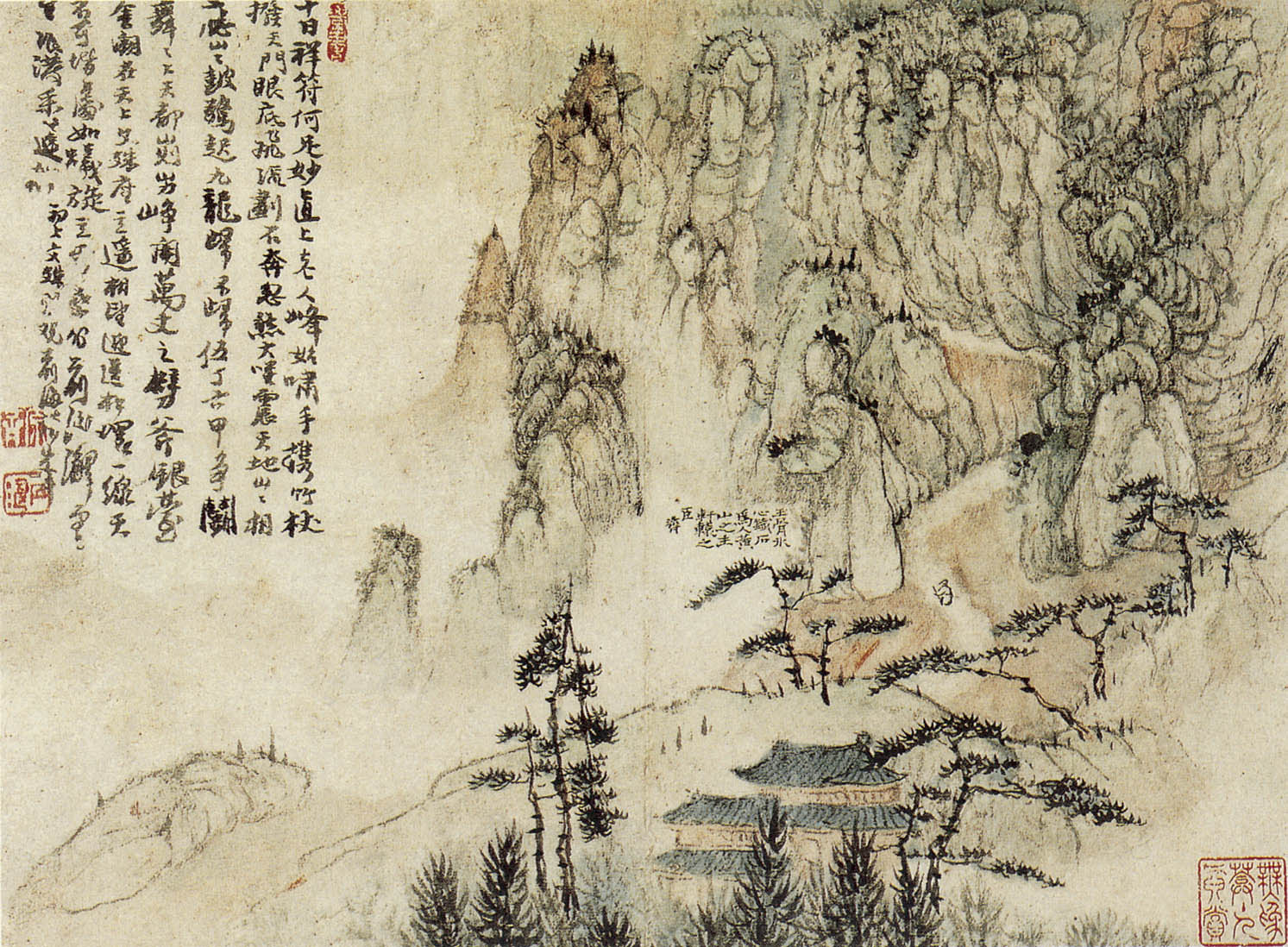
Obraz w stylu suiboku-ga przedstawiający góry Huang Shan autorstwa Shitao (1670)

Huang Shan nie należą do Wu Yue, „Pięciu Wielkich Gór Chin” (są to: Tai Shan na wschodzie, Heng Shan na północy, Hua Shan na zachodzie, Song Shan w centrum i Heng Shan na południu kraju), lecz mimo to uznawane są za jedne z najpiękniejszych chińskich gór. Od czasu, gdy XVII-wieczny podróżnik i geograf Xu Xiake opisał ich piękno w swoim dziele, w Chinach zaczęło krążyć powiedzenie: „Kto zobaczył Wu Yue, nie ma powodu oglądać innych gór; kto obejrzał Huang Shan, nie ma powodu oglądać nawet Wu Yue”.
Renoma gór Huang Shan bierze się w dużej mierze z ich znaczenia w chińskiej sztuce i literaturze. Poza inspirowaniem takich poetów jak Li Bai, stanowią od dawna częsty temat poezji i sztuki, zwłaszcza chińskiego malarstwa tuszem, a ostatnio także fotografii. W sumie od początku rządów dynastii Tang do końca panowania dynastii Qing napisano o nich ponad 20 000 wierszy, dały też nazwę stylowi w malarstwie. Na skałach gór wyryto ponad 200 inskrypcji. Góry Huang Shan pojawiają się również we współczesnych dziełach. James Cameron, reżyser filmu Avatar z 2009 roku, wymienił je jako jedno ze źródeł inspiracji w tworzeniu fikcyjnego świata swojej produkcji.
Ponadto ze względu na różnorodność flory i fauny pasmo Huang Shan od dawna jest miejscem badań naukowych. Na początku XX wieku geologia i roślinność tego rejonu były przedmiotem licznych prac badawczych prowadzonych przez naukowców zarówno z Chin, jak i z zagranicy. Pod koniec tego wieku miały tu miejsce badania terenowe nad lokalnym gatunkiem małpy, makakiem tybetańskim.

## Turystyka

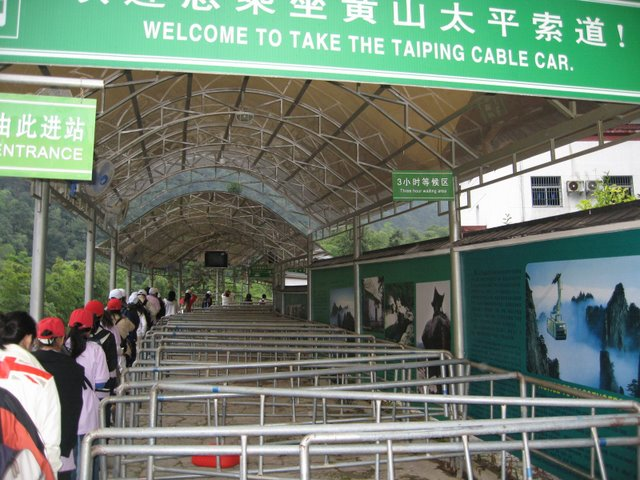
Wejście do stacji kolejki linowej Taiping

Góry Huang Shan są głównym celem turystycznym w Chinach. W 2007 roku odwiedziło je ponad 15 milionów turystów. Podnóże gór ma kolejowe i lotnicze połączenie z Szanghajem. Dostać można się tam również z takich miast, jak Hangzhou, czy Wuhu. W 1990 roku przyjezdni oraz pracownicy obiektów turystycznych mogli korzystać z ponad 50 kilometrów ścieżek prowadzących do miejsc widokowych. Znajdują się tam też kolejki linowe, używane przez turystów, by dostać się bezpośrednio z podnóża gór na jeden ze szczytów. Noclegi na terenie Huang Shan oferują hotele i pensjonaty; wielu gości wędruje pod górę, spędza noc na którymś szczycie, aby obejrzeć wschód słońca, po czym następnego dnia schodzi inną drogą. Obszar jest sklasyfikowany jako AAAAA (najwyższy poziom) przez Chińską Narodową Administrację Turystyczną.
Położone u stóp Huang Shan wioski Xidi i Hongcun mają zabytki typowej dla Anhui architektury, pochodzące z okresu dynastii Ming i Qing.
Hotele, restauracje i pozostałe obiekty infrastruktury turystycznej, położone wysoko w górach są obsługiwane i zaopatrywane przez tragarzy. Wnoszą oni potrzebne środki na górę: ładunek zawieszają na długie drągi (koromysła), które opierają na ramionach lub plecach. Pozwala im to na utrzymanie równowagi.

## Galeria
| - Sosny na szczycie w Huang Shan - Charakterystyczne dla pasma morze mgieł - Widok typowy dla Huang Shan - Formacja skalna w Huang Shan - Wyżłobione schody prowadzące na Tiandu Feng czyli „Stolicę Nieba” (天都顶) - Skalna ściana w Huang Shan - Obraz przedstawiający Huang Shan (chińskie malarstwo tuszem) - Sosny w Huang Shan - Huang Shan o zmierzchu, obok Guangming czyli „Szczytu Światła” (光明顶) - Hotele dla turystów na szczytach Huang Shan - Wschód słońca nad Guangming czyli „Szczytem Światła” (光明顶) - Wschód słońca nad „Morzem Północnym” - Huang Shan wśród chmur i drzew - Widok typowy dla Huang Shan - Turystyczne schody wzdłuż urwiska w Huang Shan |